# Alexandra Louis-Marie
Alexandra Louis-Marie (Fort-de-France, 3 marzo 1996) è una schermitrice francese, specializzata nella spada.

## Carriera
Nel 2023 si è laureata campionessa europea nella spada agli Europei di Plovdiv, sconfiggendo in finale Mara Navarria per 8-15. Nel 2024 ha vinto la medaglia d'argento nella spada a squadre alle Olimpiadi di Parigi, assieme a Marie-Florence Candassamy, Auriane Mallo-Breton e Coraline Vitalis, perdendo la finale contro l'Italia al minuto supplementare per 30-29. Nel 2025 ha vinto la medaglia d'oro nella spada a squadre ai Mondiali di Tbilisi, insieme a Candassamy, Éloïse Vanryssel e Lauren Rembi, battendo in finale la selezione degli atleti individuali neutrali per 41-32.

## Palmarès
- Giochi olimpici

Parigi 2024: argento nella spada a squadre.
- Mondiali

Tbilisi 2025: oro nella spada a squadre.
- Mondiali militari

Nancy 2018: argento nella spada individuale e nella spada a squadre.
- Europei

Basilea 2024: bronzo nella spada a squadre.
Plovdiv 2023: oro nella spada individuale.
- Giochi europei

Cracovia 2023: oro nella spada a squadre.
- Giochi mondiali universitari

Napoli 2019: oro nella spada individuale.
- Mondiali giovanili

Bourges 2016: oro nella spada a squadre.
- Europei juniores

Novi Sad 2016: argento nella spada a squadre.
Gerusalemme 2014: bronzo nella spada a squadre.